# 俺らのマブダチ リッキー・スタニッキー
『俺らのマブダチ リッキー・スタニッキー』（原題：Ricky Stanicky）は、ピーター・ファレリーが監督・共同脚本を務めた2024年のアメリカのコメディ映画。 
2024年3月7日にAmazon MGM StudiosのストリーミングサービスPrime Videoを通じて全世界で公開された。批評家からは賛否両論の評価を受けた。

## あらすじ
1999年のハロウィーンの夜、ロードアイランド州プロビデンスに住むディーンとJ.T.とウェスの３人の幼馴染は、誤って近所の家の玄関ポーチを焼いてしまい、大慌ててで「リッキー・スタニッキー」と書いた服を現場に残して逃げた。それ以来3人はトラブルを起こすたびに架空の友人「リッキー・スタニッキー」に責任をなすり付けて成長していった。
20年後、大人になったディーンは地元の証券会社に勤め、エリンというジャーナリスト志望の婚約者がいた。JTも同じ証券会社で働き妻のスーザンが出産を控えている。ウェスはゲイになり独身生活を満喫していた。3人はまたいつものように「ニューヨークにいるリッキーが病気だ」と嘘をついてアトランティックシティに遊びに出かけた。バーで飲んでいると、ロック・ハード・ロッドという調子のいい売れない俳優に話しかけられ名刺を渡された。 そのときスーザンから急に産気付いたと連絡が入り、3人は大急ぎで戻り無事に男の子が産まれた。
ほっとしたのも束の間、スーザンたちは息子のブリス(ユダヤの割礼儀式)に是非リッキーを招待して欲しいと言い出した。今度ばかりは言い逃れが出来ず困り果てたディーンとJTは、あのロッドを雇ってリッキー・スタニッキーを演じてもらうことにした。
ブリスの当日、ロッドは他社との合併に悩むサマーヘイズ社長に堂々と助言をし、「スタニッキーなどいない」と言い張ってきたスーザンの母親を出し抜き、間違えてクスリを飲んでハイになってしまったラビに代わって割礼まで済ませるという活躍を見せ、見事にリッキー役を演じ切った。作戦は大成功だった。
ところが翌日、社長からリッキーを気に入ったので雇うことにしたと知らされる。さらに悪いことにニュース番組の『今週のヒーロー』のコーナーでエリンがリッキーを取材することが決まった。このままではやがて彼の正体が明かされ、その時はエリンと仕事の両方を失うだろう。
観念したディーンは皆の前で正直に打ち明ける決意をするのだが･･･。

## キャスト
| 役名                   | 俳優                         | 役柄                   | 日本語吹替 |
| ---------------------- | ---------------------------- | ---------------------- | ---------- |
| ディーン               | ザック・エフロン             | 主人公                 | 森田成一   |
| ロック・ハード・ロッド | ジョン・シナ                 | リッキー・スタニッキー | 楠大典     |
| ウェス                 | ジャーメイン・ファウラー     | ディーンの親友         | 利根健太朗 |
| JT                     | アンドリュー・サンティノ     | ディーンの親友         | 露崎亘     |
| エリン                 | レックス・スコット・デイビス | ディーンの婚約者       |            |
| スーザン               | アンジャ・サヴシック         | JTの妻                 | 和久井優   |
| ラビ・グリーンバーグ   | ジェフ・ロス                 | ラビ                   | 松川裕輝   |
| サマーヘイズ           | ウィリアム・H・メイシー      | 社長                   | 中博史     |
| ミリアム・サマーヘイズ | ジェーン・バドラー           | サマーヘイズの妻       |            |
| ビッグベン             | ネイサン・ジョーンズ         | 用心棒                 |            |
| レオナ                 | ヘザー・ミッチェル           | スーザンの母親         | 須川晶紀   |
| フィリップ             | ライアン・シェルトン         | ディーンの同僚         | 峰晃弘     |
| 少年時代のJT           | オスカー・ウィルソン         |                        | 川上千尋   |
| カーリー               | アップル・ファレリー         | ロッドの恋人           | 小市真琴   |
| マーク・レヴィレット   | 本人                         | ミュージシャン         |            |
| スタン・グラント       | 本人                         | インタビューアー       |            |

日本語吹替版その他出演：和優希、室元気、堀井茶渡、梶川翔平、橘龍丸、くわばらあきら、上田晴美、八百屋杏
日本語吹替版スタッフ 制作：プロセンスタジオ株式会社、翻訳：木田雅子、演出：土屋雅紀

## 製作
2010年5月、ジェームズ・フランコが本作の主役を演じることが決定したと報じられた。2012年にフランコが役を降りた後、ホアキン・フェニックスが一時的に出演を検討したとハリウッド・レポーターが報じた。
2013年4月、ジム・キャリーが約1年間出演を検討した後、スティーブ・オーデカークが監督を務め、ブシェルとともに脚本を書き直し、マイケル・デ・ルカとジョン・ジェイコブスがプロデューサーを務めると報じられた。
2022年9月、2023年初頭にピーター・ファレリーが本作を監督すること、ザック・エフロンとジョン・シナと主演交渉中であることが報じられた。ブシェルとオーデカークのオリジナル脚本を元に、ファレリー、ブライアン・ジャーヴィス、ジェームズ・L・フリーマンが脚本を執筆した。
撮影は2023年2月から3月にかけて、オーストラリアのメルボルンで行われた。オーストラリア政府およびビクトリア州が推進している撮影場所の誘致から実現したもので、地元の企業や撮影スタッフを使用するという条件で政府と州から合わせて1,800万豪ドル(製作費の約30％）が融資され、ヴィクトリア州への経済効果は4千万豪ドルと見込まれた。
メルボルンには舞台となるアメリカのロードアイランドやアトランティックシティを感じさせる風景や建物がいくらでもあり、ピーター・ファレリー監督は「ここならゲーム・オブ・スローンズの撮影だって出来るよ」とジョークを飛ばした。マーク・レヴィレットのコンサートのシーンは、2023年にメルボルンで開催したコンサート会場で撮影された。
劇中でスタニッキーがボランティアに励む様子が語られるが、出演者やスタッフは実際に慈善事業を行なった。プロヴィデンス近郊のナラガンセット湾の清掃や、カーリー役のアップル・ファレリーが長い髪を切って寄付するなど、その様子はエンドクレジットで見ることが出来る。